# Il diario segreto di Maria Antonietta
Il diario segreto di Maria Antonietta è un romanzo-diario scritto dall'americana Carolly Erickson, già autrice di una biografia storica sulla regina di Francia. Come affermato dall'autrice stessa, questo libro: 

## Edizioni
- Carolly Erickson, Il diario segreto di Maria Antonietta, traduzione di Joan Peregalli e Claudia Pierrottet, collana Le Scie, Arnoldo Mondadori Editore, 2006,  p. 335, ISBN 88-04-56154-8.